# Codi de silenci
Codi de silenci (títol original: Code of Silence) és una pel·lícula estatunidenca dirigida per Andrew Davis, estrenada l'any 1985. Ha estat doblada al català.

## Argument
Eddie Cusack (Chuck Norris) és un detectiu del Departament de policia de Chicago que és a sobre d'un gran cop: preparar la detenció de Luis Comacho (Henry Silva), un traficant de droga colombià, mentre que aquest últim prepara una guerra entre les màfies.

## Repartiment
- Chuck Norris: Eddie Cusack
- Henry Silva: Luis Comacho
- Ron Henriquez: Victor Comacho
- Bert Remsen: Manant Kates
- Mike Genovese: Tony Luna
- Nathan Davis: Felix Scalese
- Ralph Foody: Cragie
- Allen Hamilton: Pirelli
- Joe Guzaldo: Nick Kopalas

## Rebuda
La pel·lícula va rebre ressenyes variades però més aviat positives.
És considerat pels fans i critics com el millor film de Chuck Norris fins aquell moment. Vincent Canby, de The New York Times va dir "podria ben bé demostrar que és la seva pel·lícula d'èxit".
Roger Ebert, en la seva ressenya del 3 de maig de 1985 al Chicago Sun-Times, va escriure: "Aquest és un thriller obligat, una hàbil, enèrgica pel·lícula amb bones actuacions i molt interès humà...un film d'acció urbana elegant amb cops sensacionalistes." Va donar tres estrelles i mitja sobre quatre. Gen Siskel a Chicago Tribune també lloa la pel·lícula, i escriu: "Chuck Norris fa un gran salt en la seva carrera cinematogràfica amb Codi de Silenci ... Les últimes dues pel·lícules de Clint Eastwood, de la sèrie Harry  eren caricatures en comparació."